# 石山一秀
石山 一秀（いしやま かずひで、1950年12月13日 - ）は、日本京都府京都市下京区出身の元プロ野球選手（捕手）、コーチ・監督。
韓国名およびKBOでの登録名は「宋 一秀」（ソン・イルス、ハングル：송일수）。
一部出版物では、「石山 一彦」（いしやま かずひこ）と誤記。

## 経歴
在日韓国人として生まれ、プロ入り後に日本国籍へ帰化。平安高校では3年次の1968年に同期のエース・池田信夫とバッテリーを組み、捕手、5番打者として春夏連続で甲子園に出場。春の選抜では準々決勝で大宮工の吉沢敏雄（慶大－東京ガス）に抑えられ敗退し、同年の夏の選手権では1回戦で大宮工にまたも敗退。1年下のチームメートには渋谷通、川本浩次がいた。
1969年に近鉄バファローズへ球団職員として入団し、ブルペン捕手として一軍に帯同。この時に選手として契約できなかったのは、当時日本国籍以外の人物は全て等しく外国人選手枠としての獲得しかできないというルールが存在していたためである。同年のドラフトで5位指名を受け、正式に選手契約を結んだ。
1974年には一軍へ昇格し、9月21日の太平洋戦（藤井寺）の7回裏に栗橋茂の代打として初出場。初打席は永射保の前に三振を喫したが、10月2日の日本ハムとの最終戦（草薙）で初の先発マスクを被り、高橋直樹から初安打を放つ。入団当時の近鉄には辻佳紀が、その後は梨田昌孝・有田修三がいたために、ブルペン捕手としての生活が長く、出場試合の大半は偵察メンバーとしてのものや、消化試合での出場であった。
1980年には広島との日本シリーズで11月2日の第7戦（広島市民）の9回表に代打として起用されるが、江夏豊の前に併殺打に終わり、シリーズ最後の打者となった。
1983年オフに近鉄を退団するが、退団が決まっていた10月21日の阪急戦（藤井寺）で、14-17の3点ビハインドで迎えた9回裏2死に代打出場し、森浩二からNPB最終打席でプロ初本塁打を放った。この件は、プロ最終打席で初本塁打を打った男として、後年、テレビ番組ではその初ホームランを後付け実況で特集されるほどであった（映像がないためラジオ風の後付け実況）。野手の入団14年目32歳での初本塁打はNPB記録となった。シーズンオフには球団から現役引退と二軍コーチ就任の通告が来たが、夏に韓国プロ野球から誘われたことが頭を過る。
1984年から新浦壽夫と共に韓国へ渡り、三星ライオンズに入団。
1985年からバッテリーコーチを兼任し、先発ローテーションの決定を任された。小心者でありながら向こう気が強くストレートしか投げられない本格派、決して球速はないが度胸の据わった技巧派、肩にスタミナがあり連投が利く中継ぎや、登板間隔を開けなければ使いづらい者など頭を痛めそうな顔ぶれであったが、チームの投手の持ち味を手に取るように把握していた。守備力を生かして先発出場することがあった一方、当時スター選手として活躍していた李萬洙の指導役にも徹した。新浦の登板の時には必ずバッテリーを組み、1985年には新浦の最多勝獲得に貢献。グラウンド外でも球場に隣接したテニスコートのスタンドでいつも新浦と昼食を摂り、メニューは新浦の好物であったあんパンと、喫茶店から出前で頼むコーヒーであった。生活面では言葉が通じずストレスが多かったほか、街中に漂う唐辛子やニンニクが交ざり合ったようなすえた独特の臭いに耐えられず、食事も出るもの全てが辛く閉口した。球団が宿舎にしていたアパートには賄い婦がいて石山向けの食事を作ってくれたが、心から味わえず、日本から送られてくるサッポロ一番しょうゆ味が宝物であった。
1986年引退。
引退後は近鉄へチームスタッフとして復帰し、スカウト（1987年,1990年-1992年）、ブルペン捕手（1988年 - 1989年）等を務めた。
1993年から球団が消滅する2004年までブルペンコーチを務めた（バッテリーコーチの肩書だった時期もあり。コーチの肩書を持って以降も、ブルペン捕手を務めた）。
2005年よりNPBの新設球団である東北楽天ゴールデンイーグルス編成本部・編成調査アジア担当スカウトや編成部プロ・スカウトを歴任し2012年で退団。
2013年よりKBOの斗山ベアーズの二軍監督となり、27年ぶりに韓国球界へ復帰した。
2014年より一軍監督（第9代目）となる。KBO（一軍）で韓国籍以外の人物が監督となるのは、2008年から2010年までロッテ・ジャイアンツで監督を務めたジェリー・ロイスター以来2人目（ただし、在日本大韓民国民団含む韓国系メディアでは、一部を除き在日韓国人として報じている）。斗山における在日韓国人生まれの監督としては、OBベアーズ時代の金星根以来となる。契約期間は3年だったが、初年度の2014年に6位と前年の韓国シリーズ準優勝(レギュラーシーズン4位)と比べ順位が悪化したため1年で更迭となった。
2016年の学生野球資格回復研修を受講した。
2017年2月7日に日本学生野球協会より学生野球資格回復の適性認定を受けたことにより、学生野球選手への指導が可能となった。
2020年1月より、履正社医療スポーツ専門学校の女子硬式野球部である履正社RECTVENUSの監督を務める。
2023年に同校ホームページから名前が消えたため、退団したものと思われる。

## 詳細情報

### 年度別打撃成績
| 年 度     | 球 団     | 試 合 | 打 席 | 打 数 | 得 点 | 安 打 | 二 塁 打 | 三 塁 打 | 本 塁 打 | 塁 打 | 打 点 | 盗 塁 | 盗 塁 死 | 犠 打 | 犠 飛 | 四 球 | 敬 遠 | 死 球 | 三 振 | 併 殺 打 | 打 率 | 出 塁 率 | 長 打 率 | O P S |
| --------- | --------- | ----- | ----- | ----- | ----- | ----- | -------- | -------- | -------- | ----- | ----- | ----- | -------- | ----- | ----- | ----- | ----- | ----- | ----- | -------- | ----- | -------- | -------- | ----- |
| 1974      | 近鉄      | 3     | 6     | 6     | 1     | 1     | 1        | 0        | 0        | 2     | 0     | 0     | 0        | 0     | 0     | 0     | 0     | 0     | 1     | 0        | .167  | .167     | .333     | .500  |
| 1975      | 近鉄      | 25    | 17    | 17    | 1     | 4     | 0        | 0        | 0        | 4     | 1     | 0     | 0        | 0     | 0     | 0     | 0     | 0     | 4     | 0        | .235  | .235     | .235     | .471  |
| 1976      | 近鉄      | 54    | 5     | 5     | 0     | 1     | 0        | 0        | 0        | 1     | 0     | 0     | 0        | 0     | 0     | 0     | 0     | 0     | 1     | 0        | .200  | .200     | .200     | .400  |
| 1977      | 近鉄      | 51    | 4     | 4     | 1     | 2     | 1        | 0        | 0        | 3     | 0     | 0     | 0        | 0     | 0     | 0     | 0     | 0     | 0     | 0        | .500  | .500     | .750     | 1.250 |
| 1978      | 近鉄      | 21    | 11    | 9     | 1     | 3     | 0        | 0        | 0        | 3     | 2     | 0     | 0        | 0     | 0     | 1     | 0     | 1     | 1     | 0        | .333  | .455     | .333     | .788  |
| 1979      | 近鉄      | 15    | 8     | 8     | 1     | 1     | 0        | 0        | 0        | 1     | 0     | 0     | 0        | 0     | 0     | 0     | 0     | 0     | 1     | 0        | .125  | .125     | .125     | .250  |
| 1980      | 近鉄      | 22    | 9     | 8     | 1     | 1     | 1        | 0        | 0        | 2     | 2     | 0     | 0        | 0     | 0     | 1     | 0     | 0     | 2     | 0        | .125  | .222     | .250     | .472  |
| 1981      | 近鉄      | 6     | 0     | 0     | 0     | 0     | 0        | 0        | 0        | 0     | 0     | 0     | 0        | 0     | 0     | 0     | 0     | 0     | 0     | 0        | ----  | ----     | ----     | ----  |
| 1982      | 近鉄      | 6     | 2     | 2     | 0     | 0     | 0        | 0        | 0        | 0     | 0     | 0     | 0        | 0     | 0     | 0     | 0     | 0     | 2     | 0        | .000  | .000     | .000     | .000  |
| 1983      | 近鉄      | 12    | 15    | 13    | 2     | 3     | 1        | 0        | 1        | 7     | 3     | 0     | 0        | 0     | 0     | 1     | 0     | 0     | 1     | 1        | .231  | .286     | .538     | .824  |
| 1984      | 三星      | 64    | 150   | 137   | 15    | 38    | 3        | 2        | 2        | 51    | 16    | 1     | 4        | 4     | 1     | 4     | 0     | 4     | 22    | 3        | .277  | .315     | .372     | .687  |
| 1985      | 三星      | 55    | 157   | 130   | 16    | 27    | 7        | 0        | 2        | 40    | 20    | 2     | 2        | 10    | 2     | 14    | 0     | 1     | 11    | 4        | .208  | .286     | .308     | .593  |
| 1986      | 三星      | 40    | 93    | 84    | 7     | 13    | 3        | 0        | 0        | 16    | 4     | 0     | 1        | 5     | 0     | 4     | 0     | 0     | 7     | 2        | .155  | .193     | .190     | .384  |
| NPB：10年 | NPB：10年 | 215   | 77    | 72    | 8     | 16    | 4        | 0        | 1        | 23    | 8     | 0     | 0        | 0     | 0     | 3     | 0     | 1     | 13    | 1        | .222  | .263     | .319     | .583  |
| KBO：3年  | KBO：3年  | 159   | 400   | 351   | 38    | 78    | 13       | 2        | 4        | 107   | 40    | 3     | 7        | 19    | 3     | 22    | 0     | 5     | 40    | 9        | .222  | .276     | .305     | .580  |

### 年度別守備成績
| 年度 | 試合 | 企図数 | 許盗塁 | 盗塁刺 | 阻止率 |
| ---- | ---- | ------ | ------ | ------ | ------ |
| 1974 | 2    | 2      | 1      | 1      | .500   |
| 1975 | 9    | 6      | 5      | 1      | .167   |
| 1976 | 5    | 3      | 2      | 1      | .333   |
| 1977 | 4    | 3      | 0      | 3      | 1.000  |
| 1978 | 9    | 5      | 3      | 2      | .400   |
| 1979 | 7    | 3      | 3      | 0      | .000   |
| 1980 | 5    | 1      | 0      | 1      | 1.000  |
| 1982 | 1    | 0      | 0      | 0      | ----   |
| 1983 | 5    | 5      | 2      | 3      | .600   |
| 通算 | 47   | 28     | 16     | 12     | .429   |

### 記録
NPB
- 初出場：1974年9月21日、対太平洋クラブライオンズ24回戦（藤井寺球場）、7回裏に栗橋茂の代打として出場、永射保の前に三振
- 初先発出場：1974年10月2日、対日本ハムファイターズ26回戦（草薙球場）、8番・捕手で出場
- 初安打：同上、高橋直樹から
- 初本塁打：1983年10月21日、対阪急ブレーブス26回戦（藤井寺球場）、9回裏に森浩二から[28]

### 背番号
- 54 （1970年 - 1974年）
- 33 （1975年 - 1983年）
- 23 （1984年 - 1986年）
- 90 （1988年 - 1989年、1993年 - 2004年）[29]
- 86 （2013年 - 2014年）

### 登録名
- 石山 一秀（いしやま かずひで、1970年 - 1983年、1988年 - 2004年）
- 宋 一秀（ソン・イルス、송일수、1984年 - 1986年、2013年 - 2014年）

## 参考資料
- 『プロ野球12球団全選手百科名鑑』→『12球団全選手カラー百科名鑑』シリーズ各年版
- 『ホームランを知り尽くす』（2001年5月10日、B.B.MOOK 169 スポーツ伝説シリーズ…20として、ベースボール・マガジン社から発行されたムック。書籍コード：ISBN 4583611307） ※P144からP149にかけて、NPB時代の最終打席初本塁打についてのエピソードと生い立ちが紹介された（文：宮崎正博）。
- 各種外部リンク